# Dünkirchen-Transgression
Als Dünkirchen-Transgressionen wird eine Reihe von mehreren Meeresspiegelanstiegen („Transgressionspulsen“) in den letzten rund 3000 Jahren im Nordseeraum bezeichnet, die wie die vorhergehenden im Zuge des holozänen Meeresspiegelanstieges das Leben der Küstenbewohner nachhaltig beeinflussten.

## Typlokalität
Die Dünkirchen-Transgression wurde nach ihrer Typlokalität, der am Ärmelkanal gelegenen nordfranzösischen Stadt Dunkerque benannt.

## Geschichte
Der Begriff Dünkirchen-Transgression wurde erstmals 1948 vom belgischen Geologen R. Tavernier in die Fachliteratur eingeführt. Ihm vorausgegangen waren Studien der quartären belgischen Küstenebene von G. Dubois im Jahr 1924, J. Cornet im Jahr 1927 und A. Briquet im Jahr 1930, wobei diese Autoren die der Dünkirchen-Transgression vorhergehende Calais-Transgression ausgeschieden hatten.

## Stratigraphie
Die Dünkirchen-Transgression folgt einem ausgedehnten Torfhorizont, dem so genannten Oberflächentorf (engl. surface peat), der die sandigen Ablagerungen der Calais-Transgression überdeckt. Die Transgression war jedoch kein singuläres Ereignis, sondern ging in mehreren Schüben vonstatten. Generell lassen sich folgende, von Regressionen getrennte Stadien erkennen (von jung nach alt):
- Dünkirchen-IIIb-Transgression
- Dünkirchen-IIIa-Transgression
- Dünkirchen-II-Transgression
- Dünkirchen-Ib-Transgression
- Dünkirchen-Ia-Transgression

Unterhalb der Dünkirchen-Ia-Transgression hatte F. R. Moormann außerdem noch eine Dünkirchen-0-Transgression eingeführt. Karl-Ernst Behre bezeichnete den ab 1700 erfolgten Meeresspiegelanstieg als Dünkirchen-IV-Transgression.

## Zeitlicher Verlauf
Die zeitliche Unterteilung der Dünkirchen-Transgression in ihre Einzelstadien folgt im Wesentlichen Behre (2007):

### Dünkirchen-Ia-Transgression
Die Dünkirchen-Ia-Transgression folgt zu Beginn des Subatlantikums/Ende des Subboreals (Zeitraum 1000 bis 800 v. Chr.) auf die vorangegangene, sehr deutlich ausgeprägte Regression 2, die in den Niederlanden und in Norddeutschland einen weit verbreiteten und mächtigen Torfhorizont hinterließ (womöglich korrelierbar mit dem bereits erwähnten Oberflächentorf der belgischen Küste). Die bislang älteste deutsche Marschsiedlung aus der späten Bronzezeit, die in den letzten Jahren bei Rodenkirchen an der Unterweser ausgegraben wurde, entstammt diesem Stadium; sie deutet auf ein Mittleres Tidenhochwasser (MThw) von 1,40 Meter unter dem heutigen NN. Wenig später wurden im Zeitraum 650 bis 550 v. Chr. Siedlungen auf dem linken Emsufer angelegt. Sie verdeutlichen die bis 400 v. Chr. dauernde Regression 3 mit einem leichten Meeresspiegelrückgang auf - 1, 60 Meter unter NN.

### Dünkirchen-Ib-Transgression
Die Dünkirchen-Ib-Transgression folgt im Zeitabschnitt 400 bis 150 v. Chr. auf die Regression 3. Dieser Transgressionspuls war sehr stark (mit einem Meeresspiegelanstieg von 2,20 Meter auf + 0,60 Meter) und so wurden alle damals bestehenden Siedlungen zerstört. Neue Buchten rissen ein. Auf den sie einfassenden, durch die Sturmflutsedimente aufgehäuften Uferwällen, wurden ab dem 1. Jahrhundert v. Chr. Siedlungen der nächsten Phase errichtet. Diese erste großflächige Marschenkolonisierung hatte von dem Meeresrückzug während der Regression 4 profitiert. Die archäologischen Landesaufnahmen für Niedersachsen verzeichnen zahlreiche Flachsiedlungen, die in dieser Zeit angelegt worden sind. Sie verweisen auf ein MThw von −0,65 m NN, das somit 1,25 m niedriger lag als während des Höhepunktes der vorangegangenen Transgression.

### Dünkirchen-II-Transgression

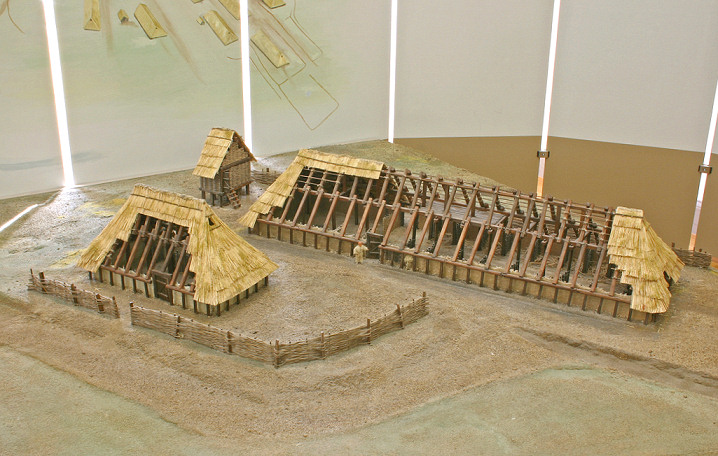
Modell einer Hofwurt auf Feddersen Wierde

Die ebenfalls recht starke Dünkirchen-II-Transgression begann im 1. Jahrhundert n. Chr. (und erstreckte sich über den Zeitraum 50 bis 350 n. Chr.). Der Meeresspiegel war um 1,50 Meter auf + 0,85 Meter über NN angestiegen. Als Konsequenz wurden einige der frisch angelegten Flachsiedlungen wieder verlassen, doch die meisten blieben besetzt und wurden zu Wurten aufgehöht, um den Sturmfluten zu widerstehen. In der Folgezeit mussten diese Wurten jedoch ständig weiter erhöht werden. In manchen Wohnhügeln fanden sich daher bis zu sieben übereinanderliegende Siedlungsschichten. Dies ist die erste große Wurtenperiode in der deutschen Marsch.
Um 350 n. Chr. wurden Häuser an den Wurtenflanken bereits wieder tiefer nach unten verlegt, wie Untersuchungen der Feddersen Wierde gezeigt haben. Um diese Zeit war es zur Regression 5 gekommen, der Sturmflutspiegel war gesunken und das MThw auf +0,50 m NN gefallen. In der Völkerwanderungszeit wurden die Wurten dann verlassen, und es folgt eine allgemeine Siedlungslücke in der Marsch.
Nach den Wirren der Völkerwanderung konnte sich die im Frühen Mittelalter erfolgende Wiederbesiedlung der Marschgebiete die vorteilhaften Bedingungen der Regression 5 (Zeitdauer 350 bis 700 n. Chr.) in Form von Flachsiedlungen zu Nutze machen. Ein Beispiel hierfür ist Oldorf im Wangerland, das 630 n. Chr. gegründet wurde.

### Dünkirchen-IIIa-Transgression
Bereits ab 700 n. Chr. kam es mit der Dünkirchen-IIIa-Transgression zu einem erneuten Meeresspiegelanstieg. Dieser mit 30 Zentimeter recht schwache Transgressionspuls war nur von relativ kurzer Dauer (bis 850 n. Chr.). Dennoch veranlasste er die Siedler, ihre ehemaligen Flachsiedlungen in Wurten umzuformen. Dies ist die zweite deutsche Wurtenphase, in deren Verlauf vor allem in Niedersachsen zahlreiche große Dorfwurten entstanden, die oft den Kern heutiger Orte bilden. Um 850 n. Chr. setzte die Regression 6 ein, die bis 1100 n. Chr. andauerte und durch einen Pegelabfall von 80 Zentimetern den heutigen Pegelstand egalisierte.

### Dünkirchen-IIIb-Transgression
Die erneut recht starke Dünkirchen-IIIb-Transgression (1,40 Meter Meeresspiegelanstieg) erstreckte sich über den Zeitraum 1100 bis 1450 n. Chr. Ihr Beginn wird durch den Deichbau gekennzeichnet, der bereits im späten 11. Jahrhundert eingesetzt hatte und dann im 13. Jahrhundert eine geschlossene Winterdeichlinie darstellte. Mit der in etwa zeitgleich zur Kleinen Eiszeit verlaufenden Regression 7 (von 1450 bis 1700 n. Chr.) fiel der Pegel erneut um einen Meter auf + 0,40 über NN. Parallel zur generellen Temperaturerhöhung stieg der Meeresspiegel in den letzten 300 Jahren um weitere 1,30 Meter und befindet sich aktuell auf 1,70 über NN.
Die Dünkirchen-Transgression erzielte insgesamt seit dem Beginn des Subatlantikums einen Meeresspiegelanstieg von 3,30 Meter. Dies entspricht einer Rate von 1,1 Millimeter/Jahr.